# Cañón Tipo 2
El Tipo 2 30 mm fue un cañón automático de la Armada Imperial Japonesa, empleado durante la Segunda Guerra Mundial. Era una versión agrandada del cañón automático Oerlikon FF de 20 mm.